# Родинское (Запорожская область)
Родинское (укр. Родинське) — село,
Подгорненский сельский совет,
Новониколаевский район,
Запорожская область,
Украина.
Код КОАТУУ — 2323684007. Население по переписи 2001 года составляло 14 человек.

## Географическое положение
Село Родинское находится на левом берегу реки Солёная,
ниже по течению на расстоянии в 1,5 км расположено село Петропавловка.
На реке находится водохранилище Соленая.
Рядом проходит автомобильная дорога Н-15.